# 3-(4-tert-butilfenil)-2-metilpropanal
El 3-(4-tert-butilfenil)-2-metilpropanal (comunament conegut pel nom comercial Lilial de Givaudan) és un aldehid d'origen sintètic molt utilitzat en perfumeria per la seva olor de muguet.